# Riddarholmskanalen

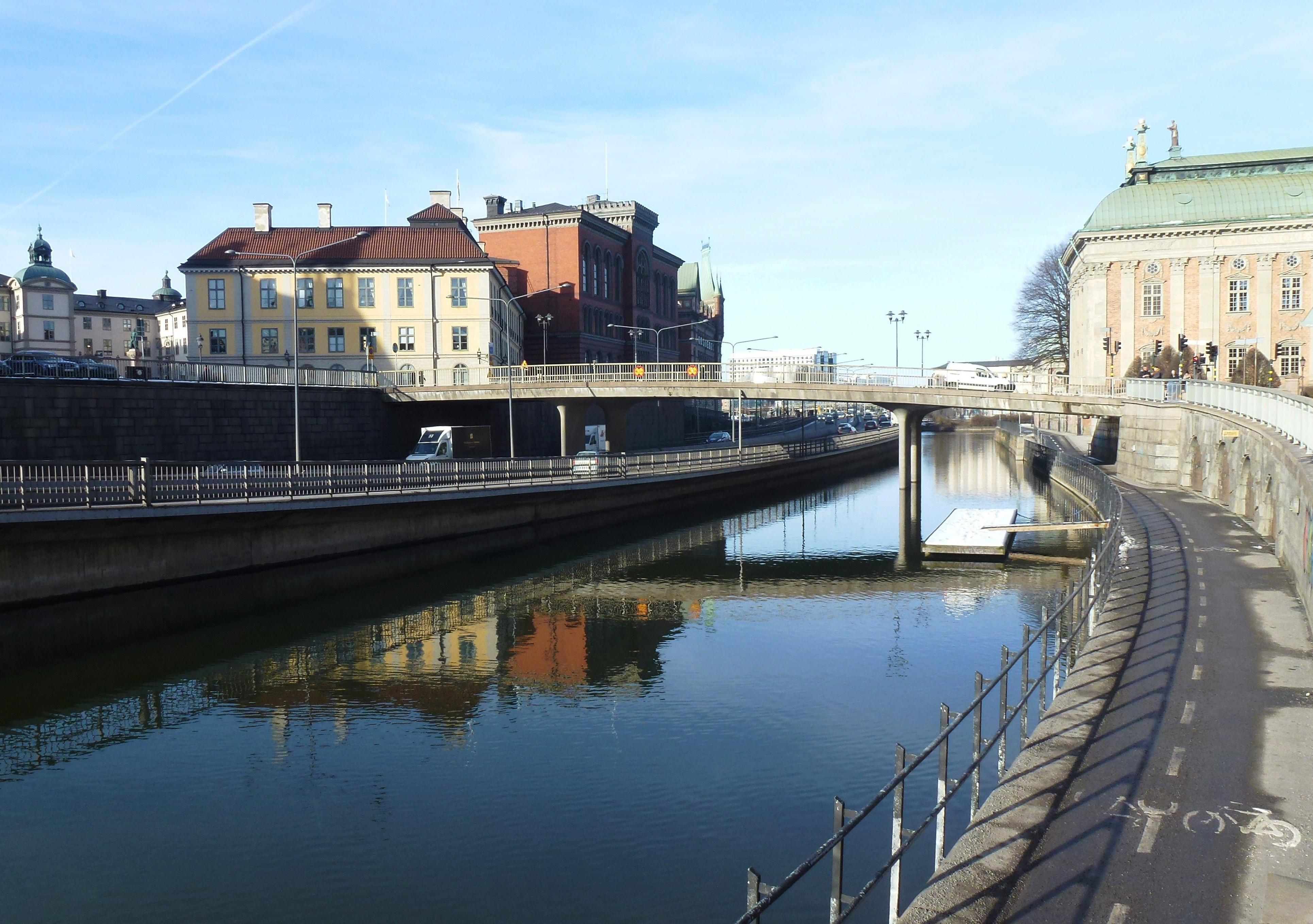
Riddarholmskanalen med Riddarholmsbron 2015.

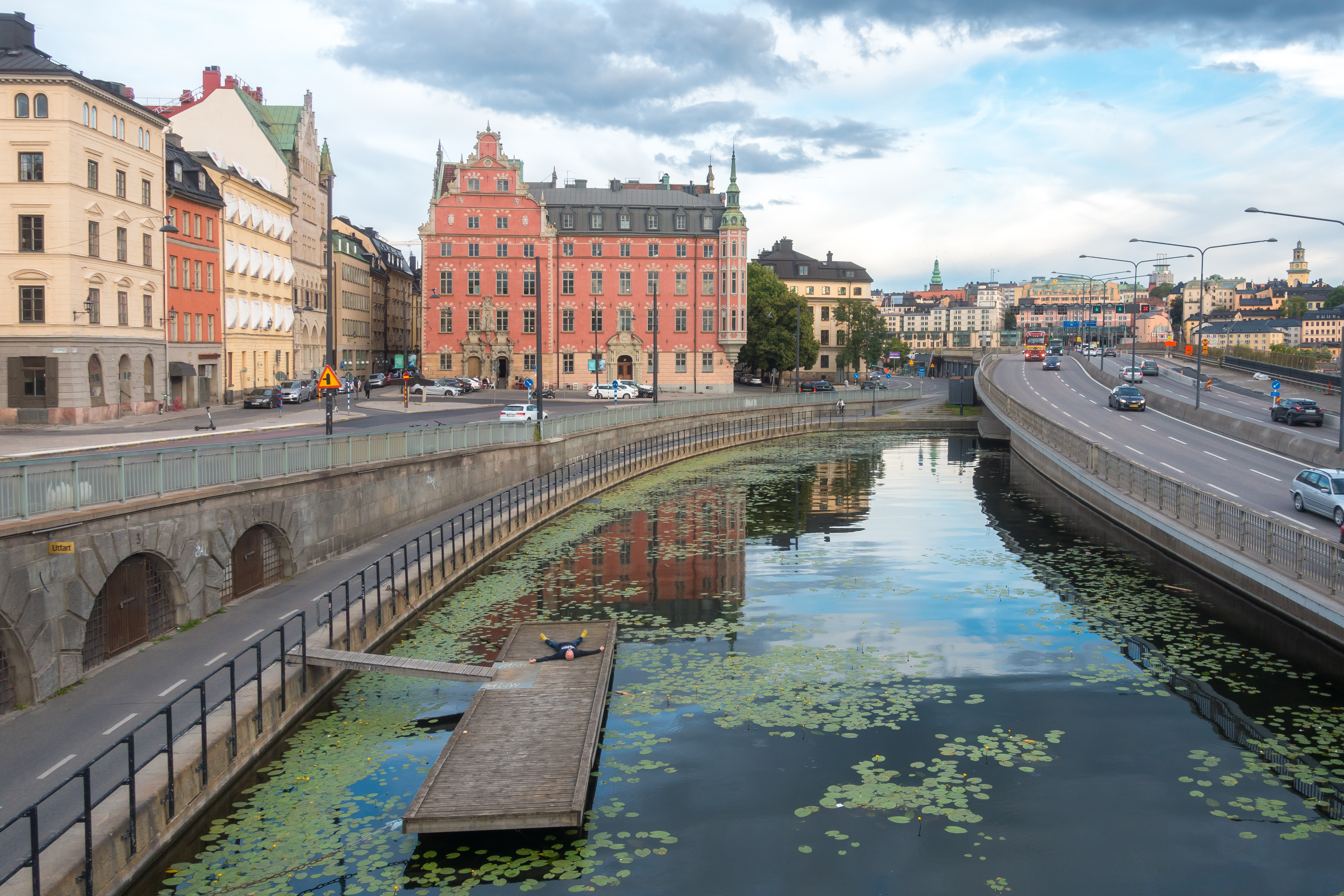
Riddarholmskanalen sedd från Riddarholmsbron söderut. Till höger syns Centralbrons vägled. Till vänster Munkroleden. I fonden Petersenska huset vid Munkbron.

Riddarholmskanalen är ett vattendrag i Stockholm som ursprungligen skilde Gamla stan från Riddarholmen. I samband med bygget för tunnelbanan och Centralbron på 1950- och 1960-talen fylldes stora delar av kanalen igen.

## Historik
Vid 1600-talet, när Riddarholmen fortfarande hette Gråmunkeholmen, hade vattenområdet mellan Stadsholmen och Gråmunkeholmen inget särskilt namn. De äldsta broar över vattendraget var enkla träbroar som först 1789 ersattes av den första stenbron.  
Genom landhöjningen och utfyllnader blev vattenområdet allt smalare och började likna en kanal. På Jonas Brolins Stockholmskarta från 1771 används uttrycket Riddareholms-Canalen och på sin hydrografiska karta från augusti 1773 kallar Brodin kanalen för Riddareholms-Grafven. På 1800-talets mitt kom Mälaröarnas bönder roende i småbåtar till Munkbron för att sälja sina varor. Längs kanalens södra sida trängdes båtar, torgstånd och människor.
Sammanbindningsbanan som invigdes 1871 inkräktade mest på Riddarholmskanalens västra sida.  
Genom byggandet av flera trafikleder som Munkbroleden på 1930-talet och tunnelbanan samt Centralbron på 1950- och 1960-talen blev kanalen allt smalare och fick sitt nuvarande utseende. Riddarholmskanalen slutar numera i en betonginfattad vik cirka 100 meter söder om Riddarholmsbron.
Riddarholmsskeppet, vraket efter ett senmedeltida bestyckat fartyg, en barsa, påträffades 1930 vid muddringsarbeten i Riddarholmskanalen.

## Historiska bilder

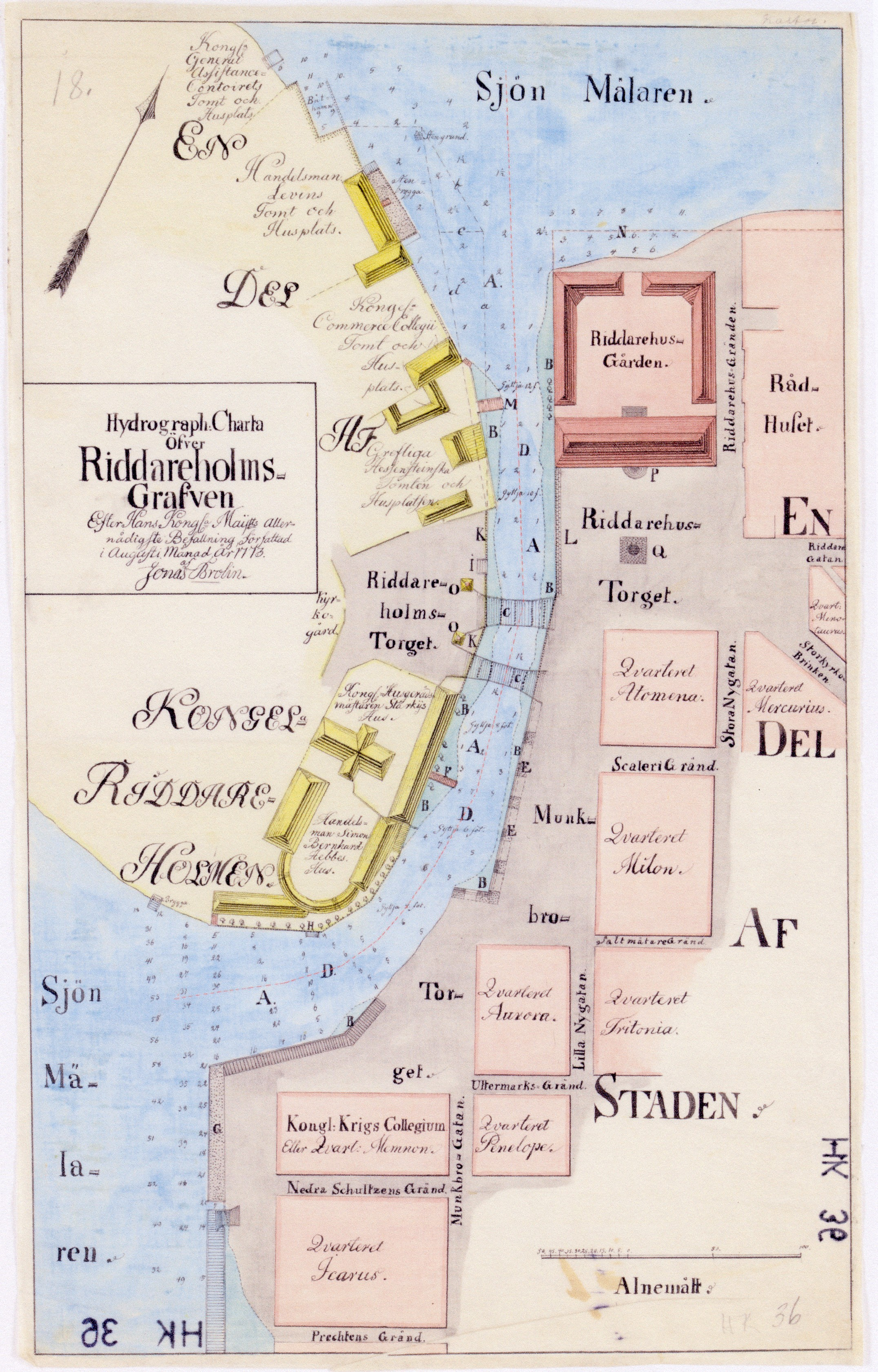
"Riddareholms-Grafven", Jonas Brolins karta från 1773.
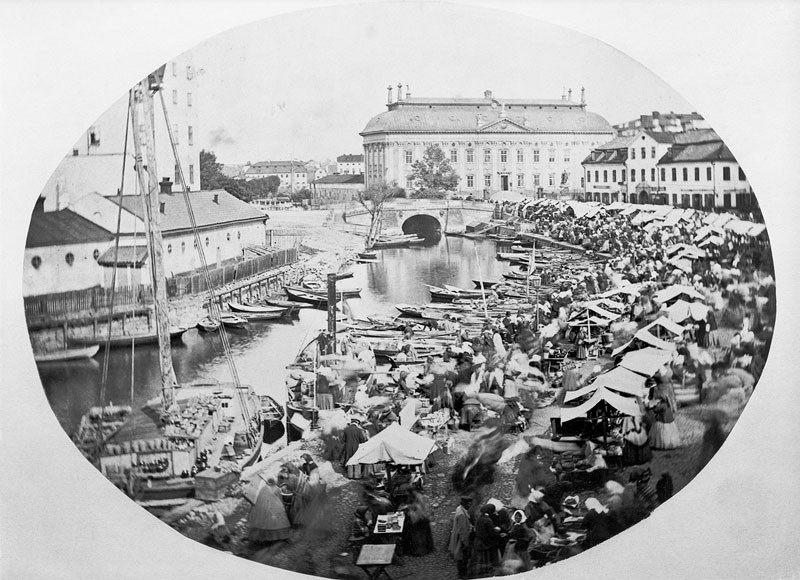
Riddarholmskanalen 1863.